# Július Strnisko
Július Strnisko (n. 6 august 1958, Nitra, Districtul Nitra, Cehoslovacia – d. 20 septembrie 2008, Nitra, Nitriansky kraj, Slovacia) a fost un luptător ce a reprezentat Cehoslovacia, medaliat olimpic. A participat la două ediții ale Jocurilor Olimpice (1980, 1988) în care a câștigat o medalie de bronz.